# Motility
Motility is het derde muziekalbum dat Steve Kuhn opnam voor het Duitse platenlabel ECM Records. Na Ecstasy was het voor Kuhn weer tijd om een ensemblealbum op te nemen. Hij deed dat met het kwartet dat al voor Ecstasy zijn naam droeg. Michael Smith was een jazzslagwerker uit Washington (DC), die het liefst thuis zat, aldus Kuhn. Het gezelschap had toen de naam aangenomen van Kuhns soloalbum. Het album is opgenomen in de Tonstudio Bauer te Ludwigsburg.

## Musici
- Steve Slagle – sopraansaxofoon, altsaxofoon, dwarsfluit
- Steve Kuhn – piano
- Harvie Schwartz – contrabas
- Michael Smith – slagwerk

## Composities
Allen van Kuhn behalve waar aangegeven:
1. The rain forest (6;20)
2. Oceans in the sky (5:07)
3. Catherine (5:33)
4. bittersweet Passages (4:56)
5. Deep tango (7:28)
6. Motility / The child is gone (7;21)
7. A dance for one (3:00)
8. Places I’ve never been (4:53) (Schwartz)

## Albums
Het album verscheen in twee gedaanten:
- de elpee in 1977
- een aparte compact discuitgave is niet verschenen (2009)
- verzamelbox Life's Backward Glance